# Mitsubishi SpaceJet
Mitsubishi SpaceJet (anteriormente Mitsubishi Regional Jet) foi um avião a jato regional japonês, desenvolvido pelo grupo Mitsubishi e produzido em cooperação da Mitsubishi Heavy Industries com a Toyota Motor Corporation. Inicialmente seria oferecido nas versões MRJ 70 (para 70 a 80 passageiros) e MRJ 90 (86 a 96 passageiros). A aeronave seria um concorrente para a Embraer e a Bombardier, que dominam atualmente o mercado de aeronaves regionais.
O lançamento oficial ocorreu no dia 19 de outubro de 2014 em Nagoya, Japão. O primeiro teste de voo do avião estava previsto para o segundo trimestre de 2015, com as entregas começando em 2017. Mas o projeto, que gerou modestas 375 encomendas e opções de compra, enfrenta uma concorrência internacional crescente antes mesmo de ser concluído. A Mitsubishi está promovendo seu avião como menos poluente e mais silencioso e confortável que os jatos regionais existentes, graças em parte aos novos motores da Pratt & Whitney, unidade da United Technologies Corporation, que são 20% mais econômicos que aviões similares, segundo a Mitsubishi. Os aviões da Mitsubishi custam entre US$ 34 milhões e US$ 42 milhões.
Em 2019, a Mitsubishi renomeou o programa para SpaceJet e fez modificações no programa. O desenvolvimento do MRJ 70 foi cancelado e substituído pelo SpaceJet M100, para 76 passageiros, voltado para o mercado de aviação regional americano. O MRJ 90 foi renomeado para M90.
Após vários atrasos, o programa finalmente foi cancelado em outubro de 2020. Em dezembro do mesmo ano, em meio à crise do coronavírus, foi anunciado um corte de 95% dos funcionários envolvidos no projeto. Em outubro de 2021, a Mitsubishi confirmou não ter planos para continuar o desenvolvimento nos próximos três anos.

## Galeria

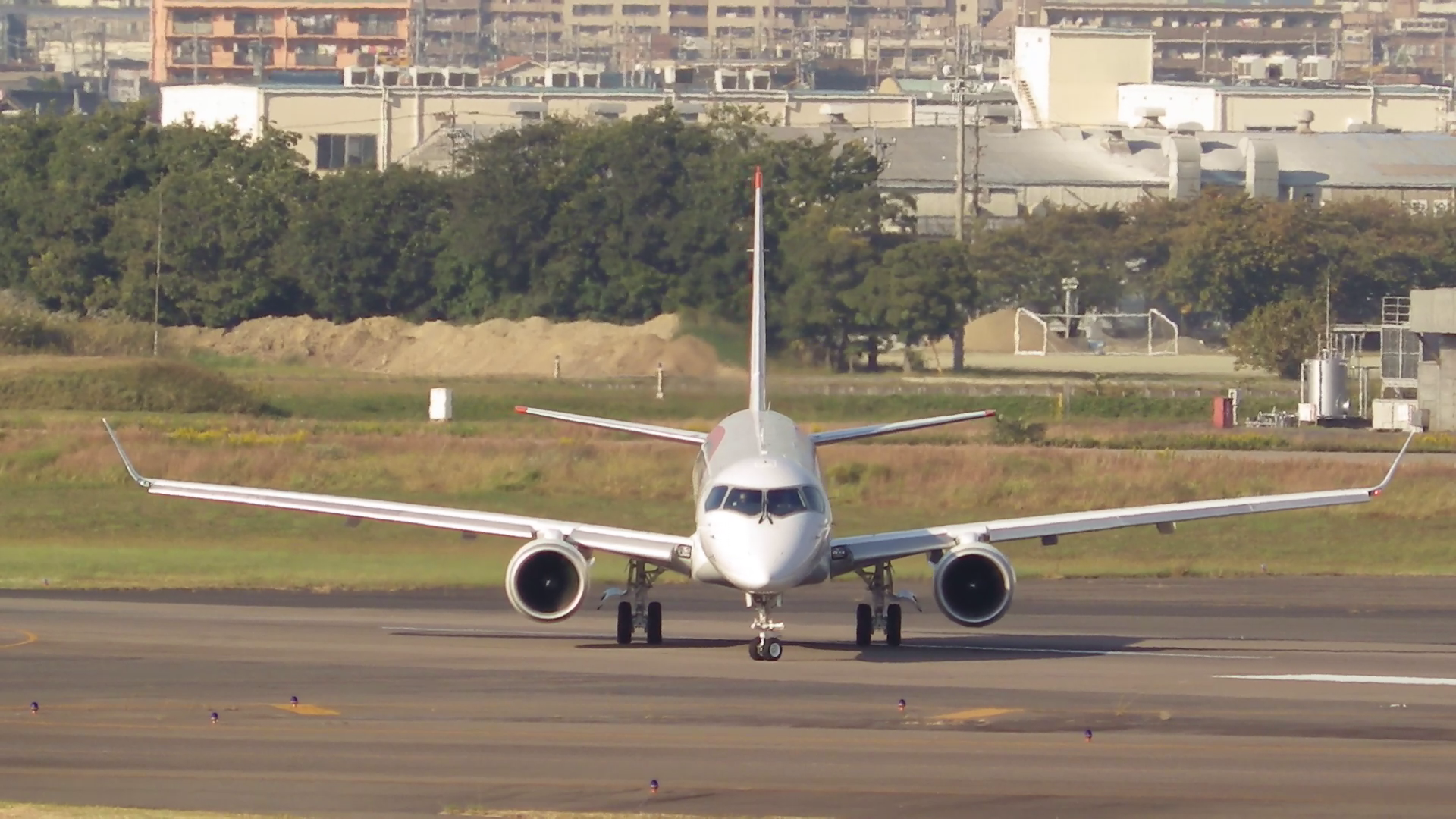
Frente da aeronave.
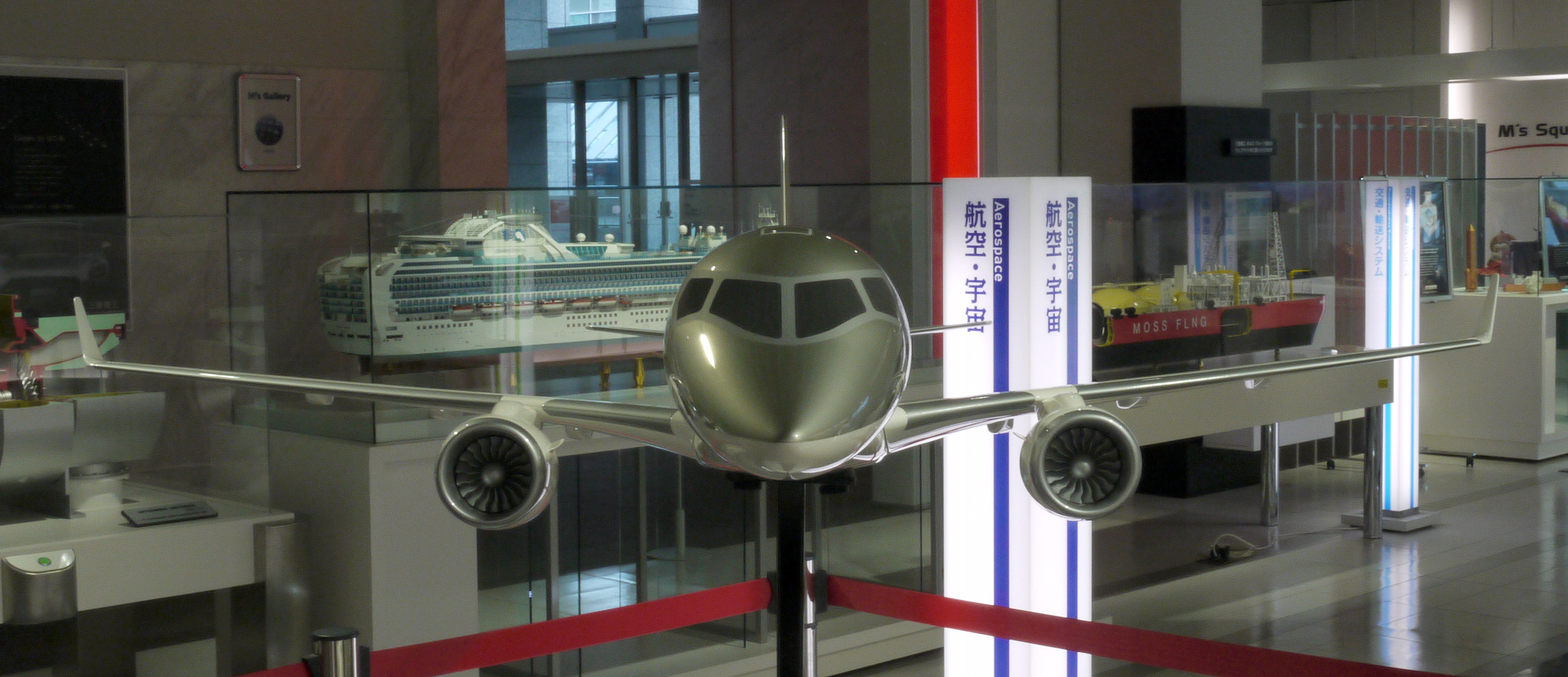
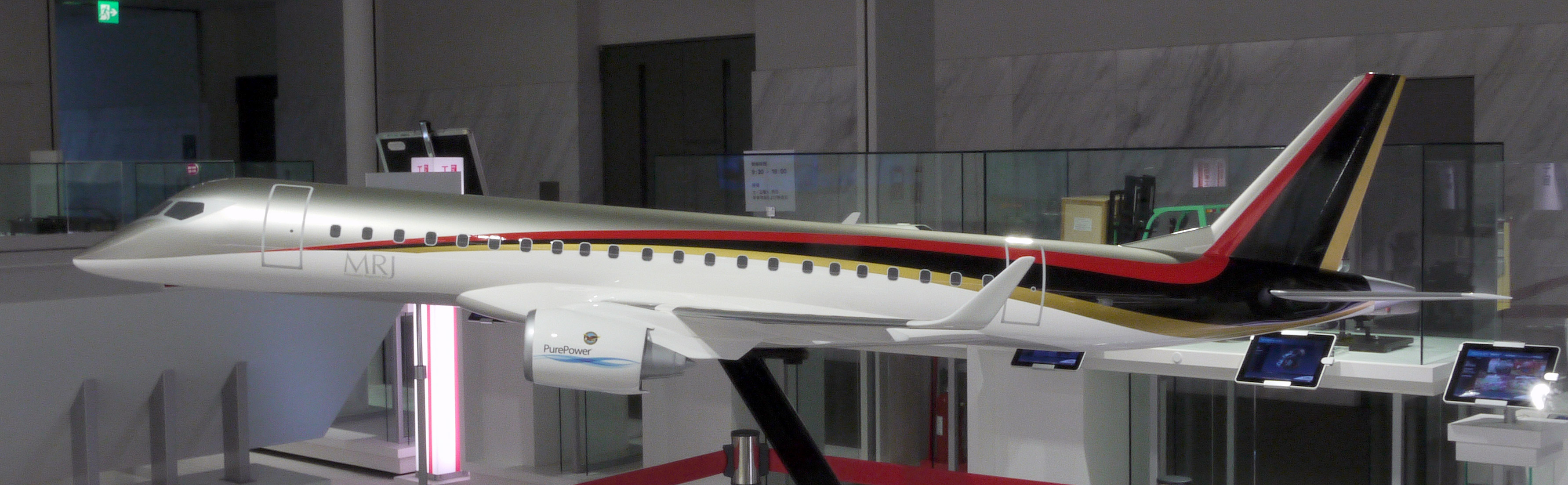
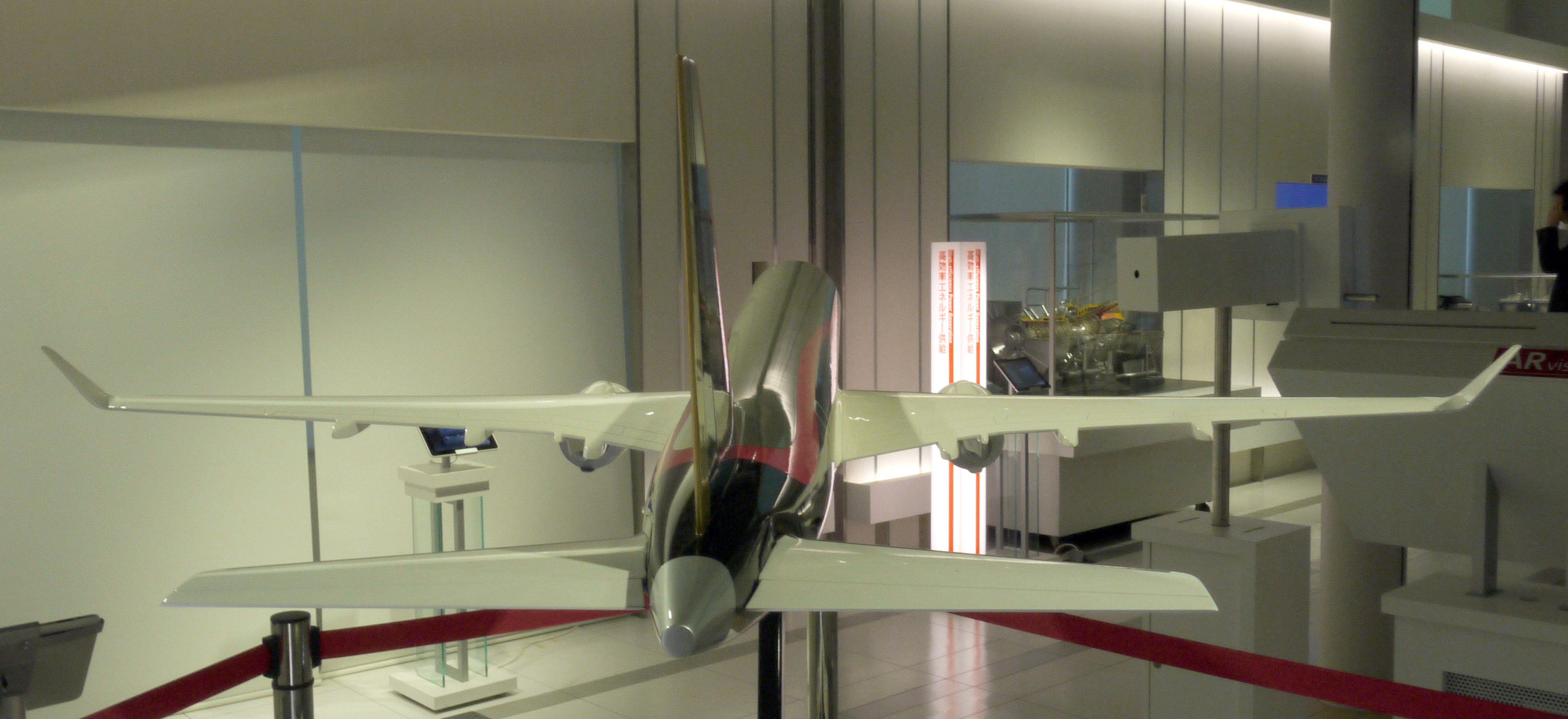
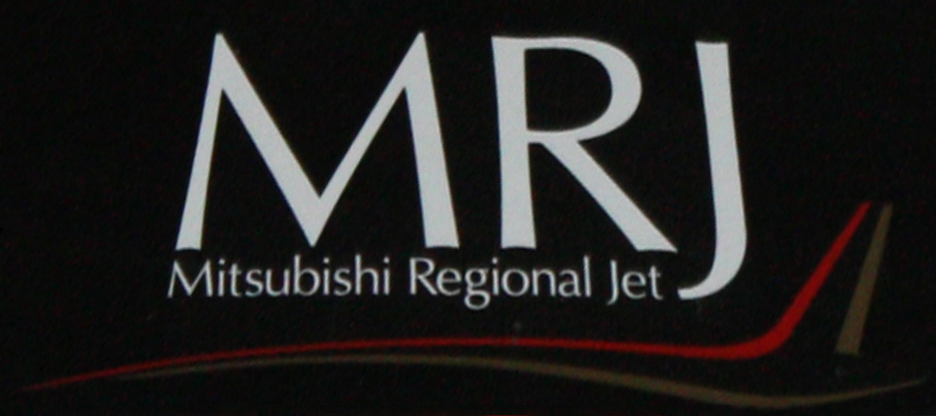